# Configuración de vértices
| Icosidodecaedro | Figura de vértice representada como 3.5.3.5 o (3.5)2 |

En la geometría, una configuración de vértices es una notación concisa para representar la figura de vértice de un poliedro o teselación como la secuencia de caras alrededor de un vértice. Para los poliedros uniformes hay solo un tipo de vértice y, por lo tanto, la configuración de vértice define por completo al poliedro (aunque existen poliedros quirales  en parejas enantiomorfas con la misma configuración de vértice).
Una configuración de vértice básica, compuesta únicamente de polígonos convexos, es dada como una secuencia de números representando el número de lados de las caras alrededor del vértice. La notación a.b.c describe un vértice que tiene 3 caras alrededor suyo, con a, b, y c aristas respectivamente. La notación también permite representar caras estrelladas, que se denotan como n⁄d cuando conectan n vértices de d en d. Por último, si una cara n⁄d (con d al menos igual a 1) es retrógrada, es decir, si rodea al vértice en dirección opuesta a las demás caras, se denomina n⁄n-d.
Por ejemplo, 3.5.3.5 indica un vértice perteneciente a 4 caras, alternando triángulos y pentágonos. Esta configuración de vértice define, por lo tanto, al isotoxal icosidodecaedro. La notación es cíclica y por ende equivalente con puntos de partida distintos, de tal manera que 3.5.3.5 es lo mismo que 5.3.5.3. El orden es importante, así que 3.3.5.5 es diferente de 3.5.3.5. (La primera tiene dos triángulos seguidos de dos pentágonos). Por motivos de compacidad, los elementos repetidos se pueden juntar como exponentes, así que este ejemplo también puede representarse como (3.5)2.
De manera similar, 3.10⁄3.3⁄2.10⁄3 indica un vértice perteneciente a 4 caras, alternando triángulos y decagramas, y con ambos triángulos recorriendo el vértice en direcciones opuestas. Por lo tanto, esta configuración de vértice define al gran icosihemidodecaedro.
Este concepto ha sido denominado previamente como descripción de vértice, tipo de vértice, símbolo de vértice, disposición de vértice, patrón de vértice, vector de cara. También se denomina símbolo de Cundy y Rollett por su uso para los sólidos arquimedianos en su libro de 1952 Mathematical Models.

## Figuras de vértice
Una configuración de vértice también se puede representar como una figura de vértice poligonal que muestra las caras alrededor del vértice. Esta figura de vértice tiene una estructura tridimensional, ya que las caras no están en el mismo plano cuando se trata de poliedros, pero para el caso de los poliedros de aristas uniformes todos los vértices vecinos están en el mismo plano, por lo que esta proyección plana puede usarse para representar visualmente la configuración de vértices.

## Variaciones y usos
| {3,3} = 33 Defecto 180° | {3,4} = 34 Defecto 120° | {3,5} = 35 Defecto 60° | {3,6} = 36 Defecto 0° |
| {4,3} Defecto 90° | {4,4} = 44 Defecto 0°   | {5,3} = 53 Defecto 36° | {6,3} = 63 Defecto 0° |
| Un vértice necesita al menos 3 caras, y un defecto angular. Un defecto angular de 0° implica un recubrimiento del plano euclídeo mediante un teselado regular. Según el teorema de Descartes, el número de vértices es 720°/defecto (4π radianes/defecto) |                         |                        |                       |

Se utilizan diferentes notaciones, a veces con una coma (,) y otras veces con un punto separador (.). El operador que marca el período es útil porque su configuración recuerda a la de un producto. y se puede asociar a una notación exponencial. Por ejemplo, es posible escribir 3.5.3.5 como (3.5)2.
La notación también puede considerarse una forma expansiva de los símbolos de Schläfli simples para poliedros regulares. La notación de Schläfli {p, q} significa q p-gonos alrededor de cada vértice. 
Entonces, {p, q} se puede escribir como p.p.p ... (q veces) o pq. Por ejemplo, un icosaedro es {3,5} = 3.3.3.3.3 o 35.
Esta notación se aplica tanto a figuras poligonales como a poliedros. Una configuración de vértices plana denota un mosaico uniforme, al igual que una configuración de vértices no plana denota un poliedro uniforme.
La notación es ambigua para los símbolos de formas quirales. Por ejemplo, el cubo romo tiene formas en sentido horario y antihorario cuyas imágenes especulares son idénticas. Ambos tienen una configuración de vértices 3.3.3.3.4.

## Polígonos en estrella
La notación también se aplica a polígonos regulares no convexos, como las estrellas. Por ejemplo, una estrella pentagonal tiene el símbolo {5/2}, lo que significa que tiene 5 lados que rodean el centro dos veces.
Por ejemplo, hay 4 poliedros estelares regulares con polígonos regulares o figuras de vértice de polígonos estelares. El pequeño dodecaedro estrellado tiene el Símbolo de Schläfli {5/2,5} que se expande a una configuración de vértice explícita 5/2.5/2.5/2.5/2.5/2, o se combina como (5/2)5. El gran dodecaedro estrellado, {5/2,3} tiene una figura y configuración de vértice triangular (5/2.5/2.5/2) o (5/2)3. El gran dodecaedro se codifica como {5,5/2} tiene una figura de vértice pentagrámica, cuya configuración de vértice es (5.5.5.5.5)/2 o (55)/2. Un gran icosaedro, {3,5/2}, también tiene una figura de vértice pentagramática, con configuración de vértice (3.3.3.3.3)/2 o (35)/2.
|                  |                  |          |         |             |
| {5/2,5} = (5/2)5 | {5/2,3} = (5/2)3 | 34.5/2   | 34.5/3  | (34.5/2)/2  |
|                  |                  |          |         |             |
| {5,5/2} = (55)/2 | {3,5/2} = (35)/2 | V.34.5/2 | V34.5/3 | V(34.5/2)/2 |

## Polígonos invertidos
Se considera que las caras de una figura de vértice se recorren en un determinado sentido. Algunos poliedros uniformes tienen figuras de vértices con inversiones donde las caras progresan retrógradamente. Una figura de vértice representa esta circunstancia en la notación de una estrella de lados p/q tal que p<2q, donde p es el número de lados y q el número de vueltas alrededor de un círculo. Por ejemplo, "3/2" significa un triángulo que tiene vértices que giran dos veces, que es lo mismo que una vez hacia atrás. Del mismo modo, "5/3" es un pentagrama hacia atrás 5/2.

## Todas las configuraciones uniformes de vértices de polígonos convexos regulares
Un poliedro semirregular tiene configuraciones de vértice con defecto angular positivo.
NOTA: Una figura de vértice puede representar un mosaico regular o semirregular en el plano si su defecto angular es cero, y puede representar un mosaico en el plano hiperbólico si su defecto es negativo.
Para poliedros uniformes, el defecto angular se puede usar para calcular el número de vértices. El teorema de Descartes establece que todos los defectos angulares en una esfera topológica deben sumar 4π radianes o 720 grados.
Dado que los poliedros uniformes tienen todos los vértices idénticos, esta relación permite calcular el número de vértices, que es 4π/defecto o 720/defecto.
Ejemplo: un cubo truncado 3.8.8 tiene un defecto angular de 30 grados. Por lo tanto, tiene
720/30 = 24 vértices.
En particular, se deduce que {a, b} tiene vértices  4 / (2 - b(1 - 2/a)).
Cada configuración de vértice enumerada potencialmente define de manera única un poliedro semirregular. Sin embargo, no todas las configuraciones son posibles.
Los requisitos topológicos limitan su existencia. Específicamente, pqr implica que un p-gono está rodeado alternadamente por q-gonos y r-gonos, y entonces p es par o q es igual a r. Del mismo modo, q es par o p es igual a r, y r es par o p es igual a q. Por lo tanto, los posibles triples son 3.3.3, 3.4.4, 3.6.6, 3.8.8, 3.10.10, 3.12.12, 4.4.N (para cualquier n>2), 4.6.6, 4.6.8, 4.6.10, 4.6.12, 4.8.8, 5.5.5, 5.6.6, y 6.6.6. De hecho, todas estas configuraciones con tres caras que se encuentran en cada vértice existen.
El número entre paréntesis es el número de vértices, determinado por el defecto del ángulo.
Triples
- Sólidos platónicos 3.3.3 (4), 4.4.4 (8), 5.5.5 (20)
- Prismas 3.4.4 (6), 4.4.4 (8; también mencionado anteriormente), 4.4.N (2n)
- Sólidos de Arquímedes 3.6.6 (12), 3.8.8 (24), 3.10.10 (60), 4.6.6 (24), 4.6.8 (48), 4.6.10 (120), 5.6.6 (60).
- Teselado regular 6.6.6
- Teselados semirregulares 3.12.12, 4.6.12, 4.8.8

Cuádruples
- Sólido platónico 3.3.3.3 (6)
- Antiprismas 3.3.3.3 (6; también mencionado anteriormente), 3.3.3. N (2n)
- Sólidos de Arquímedes 3.4.3.4 (12), 3.5.3.5 (30), 3.4.4.4 (24), 3.4.5.4 (60)
- Teselado regular 4.4.4.4
- Teselados semirregulares 3.6.3.6, 3.4.6.4

Quíntuples
- Sólido platónico 3.3.3.3.3 (12)
- Sólidos de Arquímedes 3.3.3.3.4 (24), 3.3.3.3.5 (60) (y sus formas quirales)
- Teselados semirregulares 3.3.3.3.6 (quiral), 3.3.3.4.4, 3.3.4.3.4 (tenga en cuenta que las dos ordenaciones diferentes de los mismos números dan dos patrones diferentes)

Séxtuples
- Teselado regular 3.3.3.3.3.3

## Configuración de caras

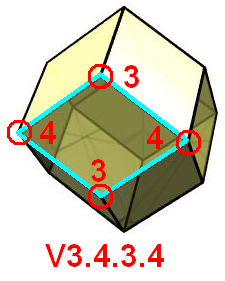
Un dodecaedro rómbico y su configuración de caras

Los duales uniformes o sólidos de Catalan, incluyendo las bipirámides y trapezoedros, son isoedrales y por lo tanto pueden ser identificados por una notación similar a veces llamada configuración de caras. Cundy y Rollett prefijan estos símbolos duales por una V. Por contraste, Tilings and Patterns usa corchetes alrededor del símbolo para teselaciones isoedrales.
Esta notación representa una cuenta secuencial del número de caras que existen en cada vértice alrededor de una cara. Por ejemplo, V3.4.3.4 o V(3.4)2 representa el dodecaedro rómbico que es isoedral: cada cara es un rombo, y vértices alternos del rombo contienen o 3 o 4 caras cada uno. 